# Emy Coligado
Emy Coligado (ur. 5 czerwca 1971) – amerykańska aktorka filmowa i telewizyjna.

## Filmografia
seriale
- 1994: Ostry dyżur jako Studentka
- 2000: Zwariowany świat Malcolma jako Piama Tananahaakna
- 2009: Ctrl (film) jako Elizabeth

film
- 2003: Dazzling Spirit
- 2007: Reinventing the Wheelers jako Julie Connor
- 2012: Głupi, głupszy, najgłupszy jako Ling